# TOPAS
TOPAS (transportér obrněný pásový, vojenským slangem zvaný též „kačena“) byl československý vojenský obrněný transportér, který vznikl československo-polskou modernizací sovětského stroje BTR-50. Práce na novém typu začaly v roce 1958 a první prototyp byl vyroben roku 1962. V Československé lidové armádě (ČSLA) dostal oficiální název OT-62 (Obrněný transportér vzor 62). Jeho sériová výroba začala o rok později, kdy se začal dodávat do výzbroje armády.
Bylo vyráběno několik obměn s různou výzbrojí (i bez výzbroje). Pro bojové akce byly vyráběny dva základní typy:
- OT-62C, verze I – pro výsadek pěchoty, osádka 3 muži, 12 přepravovaných vojáků,
- OT-62C, verze II – převoz 2 kusů minometů s obsluhou 8 mužů, osádka transportéru 2 osoby.

Kromě využití v ČSLA byl obrněný transportér ve výzbroji armád Angoly, Bulharska, Egypta, Indie, Iráku, Izraele, Libye, Maroka, Polska a Súdánu.

## Technické údaje
- Druh vozidla – obrněný obojživelný transportér
- Výrobce – československá zbrojařská firma PPS Detva
- Vyráběno v letech 1963–1972; v rámci Česka a Slovenska byl poslední kus zlikvidován v roce 1994
- Motor: typ PV-6, řadový, čtyřdobý vznětový, kapalinou chlazený, oproti BTR-50 přeplňovaný
- Podvozek: pohon pásy/turbíny